# شیر (ترانه گاربج)
«شیر» (به انگلیسی: Milk) ترانه‌ای از گروهٔ موسیقی آلترناتیو راک آمریکایی گاربج می‌باشد که در نخستین آلبوم استودیویی آن‌ها با نام خودشان (۱۹۹۵) قرار دارد. این قطعه در سال بعد، به‌عنوان پنجمین و آخرین تک‌آهنگ آلبوم، به‌صورت بین‌المللی منتشر گردید. گاربج در نسخهٔ جدیدی از «شیر» که قرار بود به‌عنوان تک‌آهنگ منتشر شود، با موسیقی‌دان تریپ هاپ تریکی همکاری نمود. پس از آن‌که مشخص شد گاربج نسخهٔ دیگری از این قطعه‌را تهیه کرده که تنها بخش‌های تریکی از همان جلسات ضبط بوده، گمانه‌زنی‌های زیادی در رسانه‌ها درباره‌ی بروز اختلاف و تنش میان آن‌ها مطرح شد.
پس از اجرای زندهٔ موفق نسخهٔ جدید «شیر» در مراسم جوایز موسیقی ام‌تی‌وی اروپا ۱۹۹۶، و همچنین برنده شدن گاربج در بخش بهترین هنرمند تازه‌وارد، «شیر (ویکد میکس به‌همراهٔ تریکی)» در جدول تک‌آهنگ‌های بریتانیا به جایگاهٔ دهم دست یافت و حتی فروش بیشتری نسبت به تک‌آهنگ قبلی، گروه به نام «دختر احمق» داشت. نسخه‌ای از این اثر که صدای تریکی در آن حذف شده بود، با عنوان «میلک (سایرن میکس)» نیز در کشورهای آلمان، استرالیا و نیوزیلند وارد جدول شد.

## جدول‌ها
| جدول (۱۹۹۶–۱۹۹۷)                                   | بالاترین جایگاه |
| -------------------------------------------------- | --------------- |
| استرالیا (ای‌آرآی‌ای)                                | ۴۴              |
| اروپا (یوروچارت هات ۱۰۰)                           | ۴۱              |
| آلمان (جدول‌های رسمی آلمان)                         | ۸۴              |
| ایسلند (ایلنسکی لیستن تاپ ۴۰)                      | ۴               |
| نیوزیلند (ریکوردد میوزیک ان‌زد)                     | ۵۰              |
| اسکاتلند (اوسی‌سی)                                  | ۸               |
| تک‌آهنگ‌های بریتانیا (اوسی‌سی)                        | ۱۰              |
| ایالات متحده فوران‌کننده زیر ۱۰۰ آهنگ داغ (بیلبورد) | ۶               |

| جدول (۱۹۹۷)                   | جایگاه |
| ----------------------------- | ------ |
| ایسلند (ایلنسکی لیستن تاپ ۴۰) | ۷۷     |